# Сербско-греческий церковный спор (1346—1375)
Сербско-греческий церковный спор 1346—1375 годов — церковный спор между сербской Печской патриархией и греческой Константинопольской патриархией, начавшийся вскоре после того, как весной 1346 года Печской архиепископии был присвоен статус патриархии. Причиной спора стали разногласия о патриаршем сане и границах патриаршей власти в южных областях, присоединенных к Сербскому царству во время правления Стефана Душана. Вскоре эти разногласия переросли в открытое противостояние из-за того, что константинопольский патриарх Каллист I осудил сербскую церковную иерархию, что стало причиной церковного раскола. Первые попытки разрешить спорные вопросы были предприняты в 1363 и 1368 годах, а окончательное и всестороннее примирение церквей произошло в 1375 году благодаря усилиям сербского князя Лазаря Хребеляновича и константинопольского патриарха Филофея.

## Подоплёка спора (1346)
Во время правления Стефана Душана (1331—1355) сербское государство значительно расширилось на юг Балканского полуострова за счёт завоевания византийских владений. Поскольку завоёванные земли в основном находились под церковной юрисдикцией Константинопольской патриархии, изменение государственной власти повлекло за собой необходимость переустройства церковного управления на присоединённых землях. Весной 1346 года на государственном соборе в Скопье сербский архиепископ был провозглашён патриархом, а сербский правитель был коронован как царь. Таким образом, было провозглашено создание Сербского царства и Сербской патриархии. Этот шаг, предпринятый без одобрения византийского императора и константинопольского патриарха, послужил началом сербско-греческого конфликта относительно правомерности царского и патриаршего сана.

## Открытый конфликт (1350—1353)
После 1346 года Сербская патриархия расширила свою власть на новые южные владения, включив в свой состав епархии в завоеванных регионах — Македонию, Фессалию, Эпир. В ответ на это новый константинопольский патриарх Каллист I (1350—1353) принял решение об официальном осуждении. Этот шаг был согласован с политикой византийского императора Иоанна VI Кантакузина, направленной на ослабление новоустановленной сербской власти на бывших византийских землях. Патриарх издал акт об отлучении сербского правителя и высших сербских церковных иерархов за присвоение царского титула и патриаршего сана, а именно из-за установления контроля над епархиями Константинопольской патриархии в недавно завоеванных областях.
Поскольку текст этого акта не сохранился, историки до сих пор спорят о форме и степени отлучения. Существует два основных мнения:
- Согласно первому, речь шла об отлучении от евхаристического общения (лишение права совместного служения литургии), то есть разрыв церковного общения между двумя церквями.
- Согласно второму, было применено полное отлучение от Церкви, что подразумевало и анафему — высшую меру церковного наказания, проклятие.

Анализ исторических источников показывает, что нигде не упоминается об анафеме, наложенной на сербского царя и патриарха. Отмечается, что анафема обычно применялась за самые тяжкие преступления против веры, такие как ересь или вероотступничество. Более поздние документы по примирению (1368, 1371, 1375) указывают на то, что сербско-греческий конфликт имел экклезиологический (касающийся учения о Церкви), а не догматический (касающийся основ вероучения) характер. В документе константинопольского патриарха Филофея от 1371 года первоначальное осуждение, вынесенное патриархом Каллистом, прямо называется епитимьей и отлучением (греч. ἀφορισμός), а не анафемой. В контексте этого документа о примирении это означает, что наказание заключалось лишь в лишении права сослужения (разрыве евхаристического общения).
Тем не менее, мнение о наложении «анафемы» до сих пор встречается в некоторых научных работах и особенно среди публицистов, которые утверждают, что анафема была наложена не только на сербского царя и высшее духовенство, но и на все сербское духовенство и весь сербский народ.

## Первые шаги к примирению (1363—1371)
В связи с возрастающей турецкой угрозой византийский император Иоанн V Палеолог в 1363 году решил начать переговоры с Сербией, что включало в себя и поиск путей разрешения церковных разногласий. По этому случаю патриарх Каллист I лично прибыл в город Сере, где его встретила сербская царица Елена, управлявшая Серской областью как вдова царя Стефана Душана и мать тогдашнего сербского царя Стефана Уроша (1355—1371). Несмотря на торжественный приём, переговоры не были завершены из-за внезапной смерти Каллиста. Сербско-греческие переговоры возобновились в 1368 году, когда деспот Иоанн Углеша достиг частичного соглашения с Константинопольской патриархией. Официальное подтверждение этому было дано в 1371 году, когда была признана юрисдикция константинопольского патриарха над епархиями Серской области.

## Окончательное примирение (1375)
Сербско-греческий церковный спор был завершён в 1375 году благодаря усилиям князя Лазаря Хребеляновича, правителя Моравской Сербии, который направил делегацию в Константинополь для переговоров с константинопольским патриархом Филофеем. Переговоры успешно завершились, во многом благодаря святогорскому монаху Исайи. Сербская сторона отказалась от дальнейших притязаний на южные епархии, а греческая сторона отменила ранее вынесенное осуждение, признав патриарший ранг Сербской православной церкви. Представители Константинопольской патриархии затем прибыли в Сербию, посетив и Призрен, где над гробницей царя Стефана Душана в монастыре Святых Архангелов была зачитана хартия константинопольского патриарха Филофея, отменявшая прежние осуждения. Этим актом был положен конец сербско-греческому церковному спору.